# Alberto Cianca

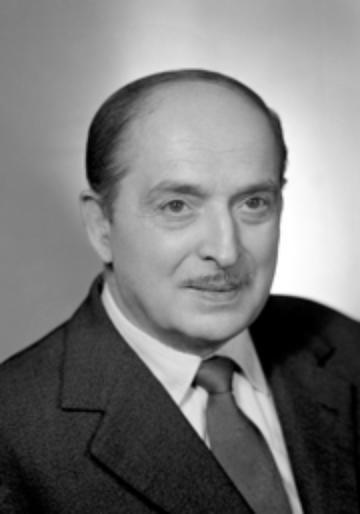
Alberto Cianca

Alberto Cianca (* 1. Januar 1884 in Rom; † 8. Januar 1966 ebenda) war ein italienischer Journalist und Politiker der Partito d’Azione (PdA) sowie später der Partito Socialista Italiano PSI, der sowohl Mitglied der Abgeordnetenkammer (Camera dei deputati) als auch des Senats (Senato della Repubblica) war.

## Leben
Alberto Cianca war als Journalist bei verschiedenen Tageszeitungen wie Il Messaggero tätig und löste am 22. Mai 1922 Andrea Torre als Chefredakteur der Tageszeitung Il Mondo ab. Diese Tätigkeit bekleidete bis zum Verbot der Tageszeit während der faschistischen Diktatur Benito Mussolinis am 31. Oktober 1926. Danach ging er ins Exil nach Paris, wo er zusammen mit Alberto Giannini zwischen dem 1. August 1927 und August 1931 Chefredakteur der antifaschistischen Satirezeitschrift Il becco giallo war. Im November 1929 gründete er zusammen mit anderen antifaschistischen Exilanten wie Emilio Lussu, Alberto Tarchiani, Gaetano Salvemini und Raffaele Rossetti in Paris die demokratische Widerstandsbewegung Gerechtigkeit und Freiheit (Giustizia e Libertà), die auf Initiative der Brüder Carlo Rosselli und Nello Rosselli zustande kam.
Nach Ende des Zweiten Weltkrieges wurde der aus Exil zurückgekehrte Cianca am 25. September 1945 für die im Juli 1942 von Mitgliedern der Giustizia e Libertà gegründete Partito d’Azione (PdA) zum Mitglied des Nationalrates (Consulta Nazionale) gewählt und gehörte diesem Übergangsparlament bis zum 24. Juni 1946 an. Am 27. November 1945 übernahm er auch wieder den Posten als Chefredakteur der wiedergegründeten Il Mondo und hatte diesen bis zur Auflösung dieser Tageszeitung im Februar 1946 inne. Im Kabinett De Gasperi I übernahm er am 20. Februar 1946 von Emilio Lussu das Amt des Minister ohne Geschäftsbereich für die Beziehungen zum Übergangsparlament (Ministro senza portafoglio, incaricato per le Relazioni con la Consulta) und bekleidete dieses bis zum 13. Juli 1946. Bei den Wahlen vom 2. Juni 1946 wurde er auf der Liste Unione Democratica Nazionale im Wahlkreis Collegio Unico Nazione zum Mitglied der Verfassunggebenden Versammlung (Assemblea Costituente) gewählt und gehörte dieser bis zum 31. Januar 1948 an. Am 12. Juli 1946 wurde er Präsident der Gruppe der Parteilosen (Autonomista). Nach seinem Ausscheiden aus der Verfassunggebenden Versammlung war er wieder als Journalist tätig und Korrespondent der Tageszeitung Milano Sera in Rom.
Bei den Wahlen vom 18. April 1948 wurde Alberto Cianca für die Partito Socialista Italiano PSI zum Mitglied des Senats (Senato della Repubblica) gewählt, dem er nach seiner Wiederwahl bei den Wahlen vom 25. Mai 1958 bis zum 15. Mai 1963 angehörte. Während seiner Senatszugehörigkeit war er zwischen dem 25. Juli 1953 und dem 15. Mai 1963 Mitglied des Auswärtigen Ausschusses (3ª Commissione permanente (Affari esteri)). Am 22. April 1959 wurde er zudem stellvertretender Vorsitzender der PSI-Fraktion und hatte auch diese Funktion bis zum 15. Mai 1963 inne.